# 1689
1689 (MDCLXXXIX) var ett normalår som började en lördag i den gregorianska kalendern och ett normalår som började en tisdag i den julianska kalendern.

## Händelser

### Januari
- 2 januari – Prins Karl (XII) flyttar från sin mamma till en egen våning i Stockholms slott.

### Februari
- 13 februari – Sedan Jakob II genom den ärorika revolutionen har blivit avsatt som kung av England, Skottland och Irland den 23 december året innan väljs hans dotter Maria II och hennes man Vilhelm III till ländernas regenter. De förblir samregenter till hennes död 1694, varefter Vilhelm förblir ensam kung över länderna till sin död 1702.

### Maj
- 9 maj – Spanien förklarar krig mot Frankrike i inledningen av Pfalziska tronföljdskriget.[1]

### Augusti
- 27 augusti – Qing-dynastins Kina och Ryssland sluter Fördraget i Nertjinsk.

### Oktober
- 6 oktober – Sedan Innocentius XI har avlidit den 12 augusti [2] väljs Pietro Vito Ottoboni till påve och tar namnet Alexander VIII.[3]

### Okänt datum
- Den svenska riksdagen ger kungen Karl XI kontributionsrätten (beskattningsmakten) i händelse av krig.
- Genom den så kallade kassaktionsakten inskränks de svenska ständernas yttrandefrihet: Opposition mot kungamakten är från och med nu att betrakta som majestätsbrott.
- Ärkebiskop Olov Svebilius nya upplaga av katekesen och hustavlan trycks i Uppsala efter att ha kritiserats för bristande renlärighet men slutligen godkänts av riksdagen.
- Sverige och Lüneburg ingår en offensivallians efter att Danmark har gjort framstötar mot Holstein-Gottorp. Danmark ger vika och den gottorpske hertigen återfår sina besittningar genom Altonafördraget. Den svenska inringningen av Danmark är därmed återställd.
- Lasse Lucidors (Lars Johansson) diktsamling Helicons Blomster utkommer.
- Företaget Husqvarna grundas som en vapensmedja.

## Födda
- 18 januari – Charles-Louis de Secondat Montesquieu, fransk författare och politisk filosof.
- 18 april - Marie Anne de Bourbon, fransk prinsessa.
- 28 maj – Maximilian av Hessen-Kassel, lantgreve av Hessen-Kassel.
- 7 augusti – Henric Benzelius, svensk ärkebiskop 1747–1758.
- 22 oktober – Johan V av Portugal, kung av Portugal 1706–1750.
- 30 november – Lars Gathe (1715 adlad Gathenhielm), svensk kapare känd som "Lasse i Gatan".

## Avlidna
- 11 mars – Sambhaji, härskare över Marathariket (avrättad av stormogulen Aurangzeb).
- 12 mars – Gustaf Kurck, svenskt riksråd.
- 9 april – Kristina, regerande drottning av Sverige 1632–1654 (myndig 1644) (död i Rom; begravd i S:t Peterskyrkan).
- 16 april – Aphra Behn, engelsk författare och spion.
- 8 juni – Decio Azzolino den yngre, italiensk kardinal.
- 12 augusti – Innocentius XI, född Benedetto Odescalchi, påve sedan 1676.
- 14 oktober – Adolf Johan av Pfalz-Zweibrücken, svensk hertig och tysk pfalzgreve, bror till Karl X Gustav samt riksmarsk 13 februari–1 maj 1660.

### Fotnoter
1. ↑  ”Madrid den 9 Maij”. Ordinarie Stockholmiske Posttijdender:  s. 2. 17 juni 1689. https://tidningar.kb.se/2979645/1689-06-17/edition/145134/part/1/page/2/.
2. ↑  ”Rom den. 13 Augusti”. Ordinarie Stockholmiske Posttijdender:  s. 2. 2 september 1689. https://tidningar.kb.se/2979645/1689-09-02/edition/145134/part/1/page/2/.
3. ↑  ”Augsburg den 3 Oct.”. Ordinarie Stockholmiske Posttijdender:  s. 5. 21 oktober 1689. https://tidningar.kb.se/2979645/1689-10-21/edition/145134/part/1/page/5/.